# Зюванов, Михаил Акимович
Михаил Акимович Зюванов (болг. Міхаіл Акімавіч Зюванаў; 11 (24) ноября 1906, Грозный — 29 апреля 1977, Минск) — советский белорусский певец (бас). Педагог. Народный артист Белорусской ССР (1954).

## Биография
Выпускник Белорусской государственной консерватории (1951). Ученик Е. Э. Витинга.
Впервые выступил на оперной сцене в Баку в 1938. Был солистом театров оперы и балета в Баку, Фрунзе, Перми, пел в различных оперных театрах СССР.
В 1949—1961 — солист Белорусского театра оперы и балета. С 1962 преподавал в Белорусской государственной консерватории. Воспитал многих известных певцов, среди них, М. Жилюк, заслуженный артист Республики Беларусь, Народный артист Украины, профессор, академик Украинской академии наук, лауреат международных конкурсов, солист Национальной оперы Украины Николай Коваль, Заслуженная артистка России, лауреат международных конкурсов, солистка Большого театра России Наталия Ерасова , Заслуженный артист Республики Беларусь, Народный артист России, солист Мариинского театра Санкт-Петербург Александр Дедик.

## Избранные партии
- Борис Годунов в одноименной опере Модеста Мусоргского,
- Кончак в опере «Князь Игорь» А. П. Бородина , Кочубей в опере «Мазепа» П. И. Чайковского,
- Сусанин в опере М. И. Глинки «Иван Сусанин»,
- Мельник в «Русалка» А. С. Даргомыжского,
- Дон Базилио в опере «Севильский цирюльник» Джоаккино Россини,
- Мефистофель в «Фаусте» Ш. Гуно,
- Кецал в опере «Проданная невеста» Сметаны,
- Дуров в опере «Надежда Дурова» А. Богатырёва,
- Данила и Анишук в операх «Девушка из Полесья» и «Михась Подгорный» Е. Тикоцкого),
- Якуб в опере «Маринка» Г. Пукста,
- Годлевский в опере «Ясный рассвет» Туренков и др.

## Награды и звания
- орден Трудового Красного Знамени (25.02.1955)
- народный артист Белорусской ССР (1954)